# Agda Meyerson
Agda Sofia Meyerson, även känd som Agda S Meyerson, född 1 februari 1866, död 27 december 1924, var en svensk sjuksköterska. Hon blev känd för sitt arbete med att förbättra arbetsförhållandena för svenska sjuksköterskor.  
Hon var dotter till bankdirektör Herman Meyerson och Betty Hirsch (släkten Hirsch) samt tvilling till Gerda Meyerson. Hon var elev vid Åhlinska skolan och genomgick 1896–1897 Sabbatsbergs sjuksköterskekurs och studerade 1897 på barnsjukhuset Samariten och Kronprinsessan Lovisas vårdanstalt. Hon var översköterska vid Bernhardts sjukhem 1898–1907 och föreståndare för Syster Agdas sjukhem 1908–1917. 
Hon var vice ordförande i styrelsen för Svensk sjuksköterskeförening 1910, ledamot av Israeliska sjukhjälps- och begravningssällskapet 1909, sekreterare i kommissionen om sjuksköterskornas arbetsförhållanden juni 1912–maj 1918, och ledamot av kommissionen januari 1914–maj 1918. Hon var även styrelseledamot föreningen Sommarhem för konvalescenter från 1913, föreståndare för Svenska sjuksköterskeföreningens hem från 1917, ledamot av styrelsen för Ålderdomshem för sjuksköterskor 1919, ledamot av arbetskommissionen för sjuksköterskornas samarbete i Norden 1920 och sekreterare i styrelsen för sjuksköterskornas understödsfond 1923.